# 志布志市立伊崎田中学校
志布志市立伊崎田中学校（しぶししりついさきだちゅうがっこう）は、鹿児島県志布志市有明町伊崎田にある市立中学校である。

## 概要
- 市町村合併により志布志市が誕生する以前は、有明町立伊崎田中学校であった。

## 著名な出身者
小牧太-日本中央競馬会（JRA）の騎手